# Karel Kerka
J.M. can. Karel Kerka, německy Karl Kerka (3. června 1814 Pšovka u Mělníka – 7. ledna 1894 Libochovice) byl český římskokatolický kněz, osobní arciděkan a čestný kanovník Katedrální kapituly u sv. Štěpána v Litoměřicích.

## Život
Rodák ze Pšovky (dříve psáno Šopka) u Mělníka Karel Kerka byl na kněze vysvěcen 3. srpna 1837. Nejprve působil v Třebenicích, odkud byl povolán na funkci vicerektora kněžského semináře v Litoměřicích, kde byl oblíbený a vychoval mnoho kněžského dorostu. Ze semináře se vrátil do duchovní správy jako farář do Tušimic, kde bylo německy mluvící obyvatelstvo. Získal zde až patriarchální autoritu, která znamenala, že bez jeho rady se nic neobešlo. Kolem roku 1869 byl přeložen do Libochovic, kde byl děkanem. Pracoval zde v duchovní správě, ale ujímal se vřele i veřejných záležitostí, takže se stal čestným občanem Libochovic.
S církevních úřadů zastával funkci biskupského vikáře a konzistorního rady. Stal se osobním arciděkanem a čestným kanovníkem katedrální kapituly v Litoměřicích. Zemřel 7. ledna 1894 v pověsti vzorného českého kněze. Pochován v kněžském hrobu proti vchodu hřbitovní kaple sv. Vavřince v Libochovicích.